# Lillsjön (Hotagens socken, Jämtland, 709547-143304)
Lillsjön är en sjö i Krokoms kommun i Jämtland och ingår i Indalsälvens huvudavrinningsområde. Sjön har en area på 0,704 kvadratkilometer och ligger 555,2 meter över havet. Sjön avvattnas av vattendraget Brinnsjöån.

## Delavrinningsområde
Lillsjön ingår i det delavrinningsområde (709583-143280) som SMHI kallar för Inloppet i Stor-Brinnsjön. Medelhöjden är 546 meter över havet och ytan är 8,22 kvadratkilometer. Det finns inga avrinningsområden uppströms utan avrinningsområdet är högsta punkten. Brinnsjöån som avvattnar avrinningsområdet har biflödesordning 3, vilket innebär att vattnet flödar genom totalt 3 vattendrag innan det når havet efter 289 kilometer. Avrinningsområdet består mestadels av skog (87 procent). Avrinningsområdet har 0,71 kvadratkilometer vattenytor vilket ger det en sjöprocent på 8,6 procent.